# Сальваторе Еспозіто (футболіст, 2000)
Сальваторе Еспозіто (італ. Salvatore Esposito, нар. 7 жовтня 2000, Кастелламмаре-ді-Стабія) — італійський футболіст, півзахисник клубу СПАЛ і національної збірної Італії.

## Клубна кар'єра
Народився 7 жовтня 2000 року в місті Кастелламмаре-ді-Стабія. Вихованець «Інтернаціонале», з якого 2018 року потрапив у СПАЛ. Для отримання ігрової практики 9 січня 2019 року Еспозіто до кінця сезону був відданий в оренду в клуб Серії С «Равенна».
Згодом сезон 2019/20 провів в оренді в друголіговому «К'єво». Повернувшись до СПАЛ, став стабільним гравцем основного складу, а 2022 року молодий півзахисник був обраний капітаном команди.

## Виступи за збірні
2019 року дебютував у складі юнацької збірної Італії, взяв участь у 3 іграх на юнацькому рівні.
2019 року з командою до 20 років поїхав на молодіжний чемпіонат світу. Того ж року почав викликатися до лав молодіжної збірної.
Влітку 2022 року 21-річний представник друголігового клубу дебютував в іграх національної збірної Італії.

## Статистика виступів

### Статистика клубних виступів
Станом на 17 вересня 2022
| Сезон             | Команда           | Чемпіонат         | Чемпіонат | Чемпіонат | Національний кубок | Національний кубок | Національний кубок | Континентальні кубки | Континентальні кубки | Континентальні кубки | Інші змагання | Інші змагання | Інші змагання | Усього | Усього |
| Сезон             | Команда           | Ліга              | Ігор      | Голів     | Ліга               | Ігор               | Голів              | Ліга                 | Ігор                 | Голів                | Ліга          | Ігор          | Голів         | Ігор   | Голів  |
| ----------------- | ----------------- | ----------------- | --------- | --------- | ------------------ | ------------------ | ------------------ | -------------------- | -------------------- | -------------------- | ------------- | ------------- | ------------- | ------ | ------ |
| 2018-січ. 2019    | СПАЛ              | A                 | 0         | 0         | КІ                 | 0                  | 0                  | -                    | -                    | -                    | -             | -             | -             | 0      | 0      |
| січ.-черв. 2019   | «Равенна»         | C                 | 12+2      | 2         | КІ-C               | 0                  | 0                  | -                    | -                    | -                    | -             | -             | -             | 14     | 2      |
| 2019–20           | «К'єво»           | B                 | 36+3      | 1         | КІ                 | 2                  | 0                  | -                    | -                    | -                    | -             | -             | -             | 41     | 1      |
| 2020–21           | СПАЛ              | B                 | 30        | 5         | КІ                 | 3                  | 0                  | -                    | -                    | -                    | -             | -             | -             | 33     | 5      |
| 2021–22           | СПАЛ              | B                 | 35        | 3         | КІ                 | 1                  | 0                  | -                    | -                    | -                    | -             | -             | -             | 36     | 3      |
| 2022–23           | СПАЛ              | B                 | 5         | 1         | КІ                 | 1                  | 0                  | -                    | -                    | -                    | -             | -             | -             | 6      | 1      |
| Усього за СПАЛ    | Усього за СПАЛ    | Усього за СПАЛ    | 70        | 9         |                    | 5                  | 0                  |                      | -                    | -                    |               | -             | -             | 75     | 9      |
| Усього за кар'єру | Усього за кар'єру | Усього за кар'єру | 118+5     | 12        |                    | 7                  | 0                  |                      | -                    | -                    |               | -             | -             | 130    | 12     |

### Статистика виступів за збірну
Станом на 17 вересня 2022
| Дата      | Місто         | Господарі | Результат | Гості  | Турнір                               | Голи | Примітки |
| --------- | ------------- | --------- | --------- | ------ | ------------------------------------ | ---- | -------- |
| 11-6-2022 | Вулвергемптон | Англія    | 0 – 0     | Італія | Ліга націй УЄФА 2022-2023 - 1-й етап | -    | 64'      |
| Усього    |               | Матчів    | 1         |        | Голів                                | 0    |          |

| Дата       | Місто              | Господарі            | Результат | Гості                | Турнір                             | Голи | Примітки |
| ---------- | ------------------ | -------------------- | --------- | -------------------- | ---------------------------------- | ---- | -------- |
| 16-11-2019 | Феррара            | Італія               | 3 – 0     | Ісландія             | Кваліфікація молодіжного Євро-2021 | -    | 90+3'    |
| 3-9-2020   | Ліньяно-Сабб'ядоро | Італія               | 2 – 1     | Словенія             | Товариський матч                   | -    | 46'      |
| 8-10-2021  | Зениця             | Боснія і Герцеговина | 1 – 2     | Італія               | Кваліфікація молодіжного Євро-2023 | -    | 35' 46'  |
| 12-10-2021 | Монца              | Італія               | 1 – 1     | Швеція               | Кваліфікація молодіжного Євро-2023 | -    |          |
| 12-11-2021 | Дублін             | Ірландія             | 0 – 2     | Італія               | Кваліфікація молодіжного Євро-2023 | -    | 89'      |
| 16-11-2021 | Фрозіноне          | Італія               | 4 – 2     | Румунія              | Товариський матч                   | -    | 46'      |
| 25-3-2022  | Подгориця          | Чорногорія           | 1 – 1     | Італія               | Кваліфікація молодіжного Євро-2023 | -    |          |
| 29-3-2022  | Трієст             | Італія               | 1 – 0     | Боснія і Герцеговина | Кваліфікація молодіжного Євро-2023 | -    | 66'      |
| Усього     |                    | Матчів               | 8         |                      | Голів                              | 0    |          |

## Особисте життя
Народився в родині футболіста і тренера Агостіно Еспозіто. Має молодших братів Себастьяно (2002) і Франческо Піо (2005), вихованців футбольної академії «Інтернаціонале».